# John Veldman
John Fitzgerald Veldman (Paramaribo, 24. veljače 1968.) je umirovljeni nizozemski nogometaš surinamskog podrijetla i bivši nacionalni reprezentativac. Cijelu svoju igračku karijeru proveo je u Nizozemskoj igrajući između ostalog za velikane PSV i Ajax.
Svoj jedini nastup u dresu Oranja ostvario je 24. travnja 1996. u prijateljskom susretu protiv Njemačke. Tadašnji izbornik Guus Hiddink uvrstio ga je na popis rerpezentativaca za EURO 1996. ali ondje nije odigrao niti jednu utakmicu.

## Vanjske poveznice
- Voetbal International